# 413
413 (CDXIII) var ett normalår som började en onsdag i den julianska kalendern.

## Händelser

### Maj
- 8 maj – Honorius utfärdar ett edikt, som medför skattelättnader för provinserna i Italien, som har blivit plundrade av visigoterna.

### Okänt datum
- Efter att framgångsrikt ha belägrat Valence fångar visigoterna usurpatorn Jovinus och överlämnar honom till Postumus Dardanus för avrättning.
- Kumara Gupta I efterträder sin far Chandragupta II som kejsare av Guptariket.

## Avlidna
- 12 september – Marcellinus av Kartago, helgon och martyr.
- Gwanggaeto den store, kung av Goguryeo.
- Chandragupta II, kejsare av Guptarike.
- Jovinus, usurpator i Västromerska riket.